# UGT1A1
اوریدین دی‌فسفات-گلوکورونوزیل‌ترانسفراز ۱–۱ (انگلیسی: UDP-glucuronosyltransferase 1-1) که با نام «UGT-1A» هم شناخته می‌شود، نام آنزیمی است که در انسان توسط ژن «UGT1A1» کُد می‌شود.
این آنزیم در مسیر گلوکورونیداسیون شرکت دارد و ملکول‌های لیپوفیلیک کوچک نظیر استروئیدها، بیلی‌روبین، هورمونها و داروها را به متابولیتهای محلول در آب و قابل دفع، تبدیل می‌کند.